# عوزي عيلام
عوزي عيلام (بالعبرية: עוזי עילם‏) هو المدير العام السابق للجنة الطاقة النووية الإسرائيلية والعميد المتقاعد بالجيش الإسرائيلي، قد شغل سلسلة مناصب رفيعة في المؤسسة العسكرية الإسرائيلية، 
وشارك عن قرب في اتخاذ القرارات المهمة في تاريخ دولة إسرائيل ،وقد تولی منصب رئيس مديرية الأبحاث وتطوير الوحدات العسكرية الإسرائيلية المختلفة أثناء خدمته لجيش الدفاع الإسرائيلي.

## حياته
وُلد عوزي عيلام في كيبوتس تل يوسف، ونشأ وترعرع فيها، بدأ دراسته الابتدائية هناك رغم من مخالفة شيوخها. ثم تخرّج من جامعة تخنيون بدرجة الباكلوريوس في الهندسة الميكانيكية ودرجة الماجيستير في الهندسة الصناعية، فانتقل للعمل في الجيش الإسرائيلي والتحق مع أرئيل شارون إلی لواء المظليين عام 1950م في الحدود الجنوبية لإسرائيل. وفي حملة سيناء عام 1956م أصبح عيلام قائد سرية لواء المظليين،
كما أصبح قائد في كتيبة المظليين في القدس خلال حرب الأيام الستة ، وقاد أيضاً لواء مظليين في وادي الأردن في عامين 1969 و 1970م.

## من آرائه

### برنامج إيران النووي
يعتقد عيلام بأن نتنياهو يستخدم التهديد النووي الإيراني ليحقق به مجموعة من أهدافه الخاصة، ويوجّه عيلام إصبع الاتهام مباشرة نحوه، قائلاً: «"نتنياهو يستخدم التهديد الإيراني كي يحقق مجموعة متنوعة من الأهداف السياسية."» وقال أيضا: «هذه التصريحات غير الضرورية تخيف المواطن الاسرائيلي، بالنظر إلى أن إسرائيل ليست شريكاً في المفاوضات التي ستحدد ما إذا كانت إيران ستفكك برنامجها النووي أم لا." "نتنياهو وسياسيون آخرون أدخلوا الجمهور الاسرائيلي في خوف فظيع وغير ضروري، ولفرحي، فإن حدّة الخطاب الملتهب حول النووي الإيراني قد خفّت في الوقت الحاضر."»
ويری عيلام بأن السبيل إلى القنبلة الإيرانية لا يزال طويلاً جداً وإيران هي حتى ليست قريبة من امتلاك قنبلة نووية،
مضافاً بأنه ليس واثقا من أن إيران تريد قنبلة على الإطلاق.

## مؤلفات
- قوس عيلام: سر القوة العسكرية الإسرائيلية، ساسكس الصحافة الأكاديمية.(1 سبتمبر 2011) [2]